# Medaglia per la liberazione di Praga
La medaglia per la liberazione di Praga è stata un premio statale dell'Unione Sovietica.

## Storia
La medaglia venne istituita il 9 giugno 1945.

## Assegnazione
La medaglia veniva assegnata ai partecipanti all'offensiva di Praga.

## Insegne
- La medaglia era di ottone. Il dritto raffigurava in alto la scritta ad arco "PER LA LIBERAZIONE DI" (Russo: «ЗА ОСВОБОЖДЕНИЕ»), sotto la scritta, in caratteri evidenti, la scritta in rilievo "PRAGA" (Russo: «ПРАГИ»). In fondo, una piccola stella a cinque punte sopra una corona di alloro, sopra la corona, un sole che sorge. Sul retro la data "9 MAGGIO 1945" (Russo: «9 МАЯ 1945») sopra ad una stella a cinque punte.
- Il nastro era viola con una striscia centrale blu.